# 15606 Winer
A 15606 Winer (ideiglenes jelöléssel 2000 GU122) a Naprendszer kisbolygóövében található aszteroida. Charles W. Juels fedezte fel 2000. április 11-én.